# The Waste Lands
The Waste Lands es el octavo álbum de estudio de la banda británica de heavy metal, Venom. Es el tercer y último álbum con Tony "Demolition Man" Dolan.
El título que iba a tener el álbum era "Kissing The Beast", pero finalmente fue cambiado.

## Lista de canciones
1. "Cursed" 7:38
2. "I'm Paralyzed" 2:32
3. "Black Legions" 3:44
4. "Riddle of Steel"
5. "Need to Kill" 5:11
6. "Kissing the Beast" 3:23
7. "Crucified" 3:32
8. "Shadow King" 3:51
9. "Wolverine" 4:08
10. "Clarisse" 4:49

## Créditos
- Tony "Demolition Man" Dolan – voz, bajo
- Mantas – guitarra
- Steve White – guitarra
- V.X.S. – teclados y efectos de sonido
- Anthony "Abaddon" Bray – percusión